# James Ingall Wedgwood
James Ingall Wedgwood (Londen, 24 maart 1892 - Farnham (Surrey), 13 maart 1951) was een Britse organist, martinist, vrijmetselaar en theosoof. Hij was de oprichter van de Vrij-katholieke Kerk en was de eerste voorzittend bisschop.

## Levensloop
Al op jonge leeftijd was Wedgwood geïnteresseerd in het kerkorgel. Op school kreeg hij les in het bespelen van een orgel. Een andere hobby was scheikunde. Op advies van Henri Roscoe, een befaamde chemicus, ging hij in Nottingham naar het University College. Zijn interesse in kerkmuziek bracht hem naar de Anglicaanse Kerk. Hij raakte gefascineerd door de christelijke leer en verering. Wedgwood werd altaardienaar en begon met het lezen van boeken over theologie.

### Vrijmetselarij
Eveneens op jonge leeftijd kwam Wedgwood in contact met de vrijmetselarij. Hij werd door John Yarker ingewijd in de hoogste graden van de Schotse Ritus en de Egyptische Orde van Memphis-Misraïm. Theodor Reuss wijdde hem in het martinisme in. Met de goedkeuring van Yarker en Reuss stichtte Wedgwood een Martinistenloge in Londen, onder de naam The Temple of the Rose and the Cross.
Na het beëindigen van zijn studies ging Wedgwood naar York Minster en werd leerling van de organist Tertius Noble. Na vier jaar werken in de kerk, besloot hij priester te worden in de Kerk van Engeland. Toen echter Annie Besant een bezoek bracht aan York, ging Wedgwood naar haar lezing. Drie dagen later vervoegde hij zich bij de Theosophical Society en werd hij uit de kerk geweerd.

### Theosofie
Wedgwood wijdde zijn leven aan het werk in en voor de Theosophical Society. Van 1911 tot 1913 was hij secretaris-generaal van de vereniging in Engeland en Wales. Hij werkte ook aan de spreiding van de Franse maçonnieke beweging, Le Droit Humain. Deze beweging, open voor vrouwen en mannen werd toen door de Theosofische Vereniging gesteund.
In 1913 verscheen, in de Londense pers, een brief over de gewoonten van vogels. Dit artikel was getekend door aartsbisschop Arnold Harris Mathew, hoofd van de Oudkatholieke Kerk in Engeland. Het idee om priester te worden kwam weer op bij Wedgwood en hij schreef een brief aan aartsbisschop Mathew. Wedgwood werd door Mathew aanvaard en sub conditione ontving Wedgwood het doopsel en het vormsel. Mathew wijdde hem ook tot subdiaken en diaken. Op 22 juli 1913 werd Wedgwood tot priester gewijd.
Gedurende de twee daaropvolgende jaren werden nog andere leden van de Theosophical Society door Mathew, tot priester gewijd. Zo onder andere Bernard Edward Rupert Gauntlett, Reginald Elphinstone Astley Loftus Farrer en Robert King.
Wedgwood die nog steeds lid was van de Theosophical Society, ging in 1914, op uitnodiging van Annie Besant, naar het hoofdkwartier van de Theosophical Society in Adyar. Het jaar daarop ging hij naar Australië in zijn functie als grootsecretaris van de Orde van de Universele Paravrijmetselarij. In 1915 wijdde hij Charles Webster Leadbeater in de vrijmetselarij in.

### Vrij-katholieke Kerk
Toen Wedgwood in Engeland terugkwam na zijn reis naar Australië, vernam hij dat er enkele problemen waren in de kerk. Frederick Samuel Willoughby, die door Mathew op 28 oktober 1914 tot bisschop was gewijd, had de kerk verlaten. Een ander probleem was dat aan alle geestelijken gevraagd werd hun theosofisch lidmaatschap op te zeggen.
Een aantal geestelijken distantieerden zich van aartsbisschop Mathew. Eind 1915 kondigde Mathew aan dat hij zich zou aansluiten bij de Rooms-Katholieke Kerk. In een brief, gepubliceerd in een katholiek tijdschrift, schreef Mathew dat hij ervan overtuigd was dat een samengaan van zijn kerk en de Roomse kerk een absolute noodzakelijkheid was. Mathew aanvaardde ook, zonder twijfel de onfeilbaarheid van de paus. Aan de geestelijken schreef hij dat hiermee de kerkbeweging die hij had opgericht ophield te bestaan.
Voor Wedgwood begon een heel interessante en gelukkige periode in zijn leven. Met een aantal geestelijken, waaronder Leadbeater, werden alle rituelen van de Kerk van Rome aan een grondige studie onderworpen. Deze studie zou leiden tot de publicatie van het boek: The Science of the Sacraments van C. W. Leadbeater.
Het werk betreffende liturgie nam veel tijd in beslag. Begin 1918 werd een klein boekje gepubliceerd in Londen onder de naam The Old Catholic Church. De volledige editie van de Liturgie werd uitgebracht in 1919. Het omvatte onder andere de Liturgie van de misviering. Toen reeds was de naam van de kerk gewijzigd naar Liberal Catholic.
Wedgwood werd op 13 februari 1916, volgens de Roomse rite door aartsbisschop Frederick Samuel Willoughby tot bisschop gewijd. Algemeen wordt deze datum aangenomen als stichtingsdatum van de Vrij-katholieke Kerk.
Wedgwood was een homoseksueel met, zoals hijzelf beschreef, “een haast ongelooflijke seksuele drang”. In 1919 werd naar hem en andere bisschoppen onderzoek gedaan wegens vermeend ontucht met jongens. De schandalen bleven hem achtervolgen waardoor hij op 12 maart 1923 per brief aan Annie Besant meedeelt alle taken binnen de Vrij-katholieke kerk en de Theosophical Society neer te leggen.
Wedgwood vertrok naar Parijs om zijn tijd te wijden aan de kunst van de orgelbouw. In Parijs raakte hij ernstig verslaafd aan cocaïne wat hij ook Engeland binnen smokkelde. Tevens ontwikkelden zich de eerste symptomen van syfilis.
In 1924 nam Wedgwood gedwongen door geldgebrek contact op met Annie Besant, en met haar invloed verkreeg hij een huis in Huizen, alwaar hij weer werk ging verrichten in de Vrij-Katholieke kerk.
Wedgwood begon steeds meer te lijden aan dementie en zijn verwaarloosde syfilis. Vanaf 1937 woonde hij in Tekels Park, Camberley, Surrey, (Engeland) alwaar een kleiner Theosofisch Centrum was gevestigd. In de laatste periode van zijn leven werd hij wegens zijn onvoorspelbare en obscene gedrag zo veel mogelijk van andere mensen weggehouden.
Wedgwood stierf na een val waarbij hij gebroken ribben en een gescheurde long opliep.